# Ірландія на літніх Олімпійських іграх 2012
Ірландію на літніх Олімпійських іграх 2012 представляли 66 спортсменів у 14 видах спорту. 

## Медалісти
| Медалі | Спортсмени     | Вид спорту   | Дисципліна        | Дата      |
| ------ | -------------- | ------------ | ----------------- | --------- |
| Золото | Кейті Тейлор   | Бокс         | жінки, легка вага | 9 серпня  |
| Срібло | Джон Джо Невін | Бокс         | вага півня        | 11 серпня |
| Бронза | Кіан О'Коннор  | Кінний спорт | конкур, особисті  | 8 серпня  |
| Бронза | Педді Барнс    | Бокс         | надлегка вага     | 10 серпня |
| Бронза | Майкл Конлан   | Бокс         | легка вага        | 10 серпня |

## Академічне веслування
Жінки
| Спортсмени     | Дисципліна | Відбіркові заїзди | Відбіркові заїзди | Втішний заїзд | Втішний заїзд | Чвертьфінали | Чвертьфінали | Півфінали | Півфінали | Фінал   | Фінал |
| Спортсмени     | Дисципліна | Час               | Місце             | Час           | Місце         | Час          | Місце        | Час       | Місце     | Час     | Місце |
| -------------- | ---------- | ----------------- | ----------------- | ------------- | ------------- | ------------ | ------------ | --------- | --------- | ------- | ----- |
| Саніта Пушпуре | Одиночки   | 7:49:35           | 3                 | Н/Д           | Н/Д           | 7:44:19      | 4            | 7:51.69   | 1         | 7:59.77 | 13    |

## Виноски
1. ↑  Katie Taylor wins Olympic gold medal. RTÉ News. Raidió Teilifís Éireann. 9 серпня 2012. Архів оригіналу за 10 серпня 2012. Процитовано 9 серпня 2012.
2. ↑  Cian O'Connor wins Olympic bronze in showjumping, Katie Taylor seals place in final. RTÉ News. Raidió Teilifís Éireann. 8 серпня 2012. Архів оригіналу за 10 серпня 2012. Процитовано 8 серпня 2012.